# Massimo Pauletto
Massimo Pauletto (Ginevra, 17 febbraio 1973) è un architetto e scenografo italiano.
In campo cinematografico e televisivo ha realizzato ambientazioni soprattutto di argomento storico. Come architetto s'impegna in particolare in progettazioni urbane. Ha inoltre ideato e curato allestimenti di eventi, feste ed esposizioni.

## Carriera
Nato e cresciuto a Ginevra (Svizzera) da una famiglia di origine trevigiana, Massimo Pauletto si trasferisce a Venezia ove consegue la laurea in Architettura nel 2000 presso l'Università IUAV (Istituto Universitario di Architettura di Venezia), tra gli altri con i professori Francesco Purini e Francesco Dal Co, incluso un anno di studi presso la facoltà di architettura (Bouwkunde) dell'Università tecnica di Delft (Technische Universiteit Delft) (Paesi Bassi) e un posto di architetto stagista in uno studio a Rotterdam. Per il cinema italiano ha lavorato inizialmente con, tra gli altri, i fratelli Taviani, Mario Monicelli e Francesco Maselli, e più recentemente per Matteo Garrone (film Il racconto dei racconti - Tale of Tales del 2015) e Paolo Sorrentino (serie Tv The Young Pope del 2016).
Sul piano internazionale Massimo Pauletto ha lavorato con i registi tedeschi Wim Wenders, Jakob Schäuffelen e Dirk Regel, con il regista statunitense Chris Weitz, con la svedese Lasse Hallström, con gli inglesi Julian Jarrold e Richard Laxton, i norvegesi Joachim Rønning ed Espen Sandberg, l'emiratino Eyad Alkhzuz, l'argentino Juan Pablo Buscarini, il kazako Timur Nuruachitovič Bekmambetov, l'iraniano Fariborz Kamkari.
2001 segna il suo trasferimento a Roma, laddove la carriera di Massimo Pauletto nel mondo del cinema inizia come assistente di Lorenzo Baraldi – già premiato nel 1982 con un Nastro d'argento alla migliore scenografia e successivamente con un David di Donatello per il miglior scenografo – nella miniserie televisiva La guerra è finita (2002). Quindi continuerà a lavorare insieme a Baraldi in svariati altri film d'autore. La maggior parte delle scenografie a sua firma sono ambientate in Italia, in particolare a Venezia e la sua regione. Proprio come Lorenzo Baraldi, Massimo Pauletto s'impegna principalmente nella scenografia o la realizzazione di set di genere storico, appoggiandosi a ricerche archivistiche. 
La Napoli settecentesca costituisce lo sfondo della miniserie televisiva Luisa Sanfelice, per la regia dei fratelli Taviani. Anche per la parte girata in Italia del film Casanova si inscena palazzi e altri sfondi settecenteschi ubicati a Venezia.
Il film Effie Gray si svolge in un ambiente ottocentesco: è un film biografico sulla vita del critico d'arte inglese John Ruskin (1819 – 1900) e il suo matrimonio con Euphemia ("Effie") Gray.
L'inizio del Novecento forma l'ambientazione della miniserie televisiva Il sogno del maratoneta, tratta dalla biografia del leggendario atleta Dorando Pietri, incluse scene dello stadio di Londra delle Olimpiadi del 1908 girate tuttavia in Piemonte. Per la parte italiana del film Ritorno a Brideshead le scene sono sempre situate in Venezia, però negli anni venti.
Alcune scenografie restituiscono ambienti degli anni quaranta, in particolare della Seconda guerra mondiale. Per lo sceneggiato televisivo Le ragazze dello swing Massimo Pauletto ha realizzato una ricostruzione esatta dello studio radiofonico dell'EIAR di Torino della RAI degli anni '40. Il maggiore lavoro per Le rose del deserto, realizzato con Lorenzo Baraldi per la regia di Mario Monicelli, fu la ricostruzione dell'accampamento di un riparto del corpo sanitario del Regio Esercito durante la Seconda guerra, inclusi i mezzi militari storici, sulla base di studi d'archivio. Nel film tratto dall'autobiografia Fuga sul Kenya si racconta la vicenda di Felice Benuzzi, ufficiale coloniale italiano ad Addis Abeba, quando nel 1941 viene catturato dagli Alleati ed inviato in un campo di prigionia in Kenya. Anche la miniserie televisiva La guerra è finita si svolge durante questo periodo, dal 1940 al 1945.
Un'altra produzione biografica ambientata nel Novecento è il film televisivo Walter Chiari - Fino all'ultima risata (2012), un soggetto basato sulla figura dell'attore Walter Chiari. In aggiunta, il film di Wim Wenders Palermo Shooting è ambientato in gran parte in musei e palazzi palermitani, in particolare il Palazzo Abatellis.
Come architetto Massimo Pauletto collabora con uno studio d'architettura di Treviso prevalentemente per progettazioni urbane. Ha inoltre realizzato progettazioni per allestimenti scenici e arredamenti di feste ed eventi (ad esempio BVLGARI in Firenze, Milano, Basilea (Svizzera) e Roma; BMW in Venezia; la società Ligabue Catering S.r.l. in Genova).

## Filmografia
- La guerra è finita, miniserie Tv, diretta da Lodovico Gasparini, (assistente direttore artistico) (2002)
- Luisa Sanfelice, miniserie Tv, diretta da Paolo e Vittorio Taviani, (assistente arredatore) (2004)
- Al di là delle frontiere, diretto da Maurizio Zaccaro, (arredatore set) (2004)
- Vaniglia e cioccolato, diretto da Ciro Ippolito, (architetto-scenografo e arredatore set) (2004)
- Casanova, diretto da Lasse Hallström, (assistente direttore artistico) (2005)
- Le rose del deserto, diretto da Mario Monicelli, (architetto-scenografo) (2006)
- Innamorarsi a Verona (titolo originale: Wiedersehen in Verona), sceneggiato televisivo, diretto da Dirk Regel, (architetto-scenografo) (2007)
- Civico 0, diretto da Citto Maselli, (architetto-scenografo) (2007)
- Donna Roma, serie Tv, diretta da Jakob Schäuffelen, (architetto-scenografo) (2007) 4 episodi
- Palermo Shooting, diretto da Wim Wenders, (assistente direttore artistico: Italia) (2008)
- Ritorno a Brideshead, diretto da Julian Jarrold, (assistente direttore artistico: Venezia) (2008)
- Fuga sul Kenya, diretto da Gabriele Iacovone, tratto dall'omonimo libro, (assistente scenografo) (2008)
- The Twilight Saga: New Moon, diretto da Chris Weitz, (scenografie set e assistente direttore artistico) (2009)
- Le ombre rosse, diretto da Citto Maselli, (architetto-scenografo) (2009)
- Le ragazze dello swing, sceneggiato televisivo, diretto da Maurizio Zaccaro, (scenografo) (2010)
- Il sogno del maratoneta, miniserie Tv, diretta da Leone Pompucci, (scenografo e arredatore) (2011)
- Isole, diretto da Stefano Chiantini, (architetto-scenografo) (2011)
- Walter Chiari - Fino all'ultima risata, sceneggiato televisivo, diretto da Enzo Monteleone, (arredatore) (2012)
- Effie Gray, diretto da Richard Laxton, (assistente direttore artistico) (2012)
- Marco Polo, serie Tv, diretta da Joachim Rønning ed Espen Sandberg, episodio 1.1 The Wayfarer, (assistente direttore artistico) (2014)
- Kennels, cortometraggio, diretto da Massimiliano D'Agostino e Gaspare Russo, (scenografo) (2014)
- Leone nel basilico, diretto da Leone Pompucci, (scenografo e arredatore) (2014)
- Canile, cortometraggio, diretto da Massimiliano D'Agostino e Gaspare Russo, (scenografo) (2015)
- Il racconto dei racconti, diretto da Matteo Garrone, (direttore artistico) (2015)
- Pitza e datteri, diretto da Fariborz Kamkari, (direttore artistico) (2015)
- Tini - La nuova vita di Violetta, film d'animazione, diretto da Juan Pablo Buscarini, (direttore artistico) (2016)
- Ben-Hur, diretto da Timur Bekmambetov, (direttore artistico) (2016)
- Samarqand, serie Tv, diretta da Eyad Alkhzuz, (direttore artistico) (2016)
- Il giovane papa (titolo originale: The Young Pope), serie Tv, diretta da Paolo Sorrentino, episodi 4, 5, 6, 7 e 8, (direttore artistico) (2016)
- Ferrari, regia di Michael Mann (2023)